# Crise énergétique de 2021 au Texas

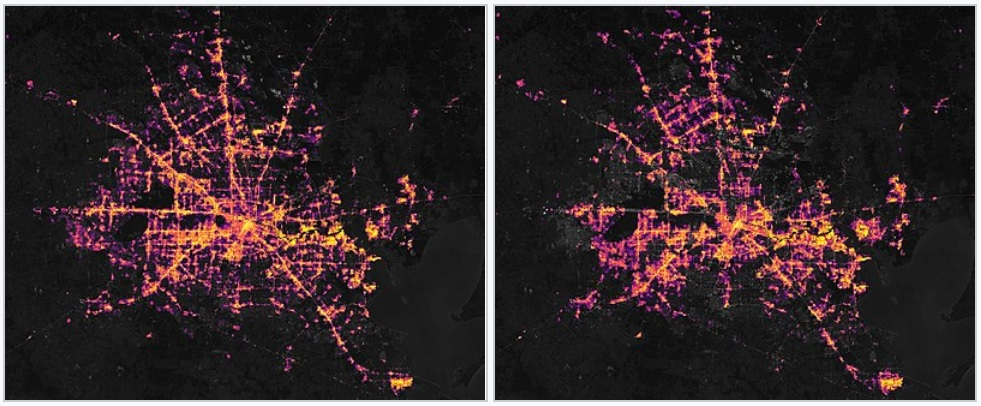
Images satellite de nuit de Houston le 7 février 2021 (à gauche - avant les coupures de courant massives) et le 16 février (à droite).

Durant la moitié du mois de février 2021, une énorme coupure d’électricité a frappé le Texas, en coupant l’électricité au tiers de l'État, soit environ 4,5 millions de foyers et d’entreprises,,. Il a eu lieu sous l’effet de trois tempêtes de neige majeures, qui se sont déroulées du 10 au 11 février, du 13 au 17 février mais aussi du 15 au 20 février. Pour l’État du Texas, cela aurait causé environ 246 morts et la perte d’un minimum de 130 milliards de dollars, même si le nombre de décès tournerait autour de 700 morts pour d’autres sources,,.
Cette gigantesque coupure a notamment été provoquée par la très forte hausse de la demande d'électricité face au froid, mais aussi par la baisse de la production d’énergie,. Cette dernière vient de systèmes qui ne sont pas assez résistants au froid malgré les anciennes crises,. En plus de tout cela, le Texas a un réseau électrique qui n’est pas connecté au reste des États-Unis, ce qui empêche le transfert d’électricité,.

## Infrastructure
Le Texas a un réseau électrique séparé de celui des États-Unis qui est géré en grande partie par ERCOT. ERCOT a été créé en 1970 dans le but de faciliter la compétition, de maintenir la durabilité du système mais aussi d’assurer le libre accès à la transmission. Cette indépendance vient de la volonté de ne pas suivre les régulations en vigueur aux États-Unis. Cependant, cela rend difficiles les exportations en cas de crise.
ERCOT ne fait qu'administrer tout le système électrique. Après, les générateurs d'électricité vont vendre à des entreprises comme Griddy, qui vont elles-mêmes vendre dans un marché libre aux différents foyers et entreprises,.

## Les Causes
Les coupures d'électricité viennent de tempêtes de neige extrêmement froides. Plus précisément, la demande a augmenté car les habitants voulaient pouvoir se réchauffer et échapper au froid mais la production a diminué parce que les centrales électriques n'étaient pas préparées à des températures aussi extrêmes,,. Tout ça est amplifié par le manque de considération de la crise électrique de février 2011.
En plus, le Texas a un réseau isolé du reste du pays pour éviter les régulations, ce qui rend difficile les transferts d'électricité provenant d'autres endroits.

## Les Conséquences

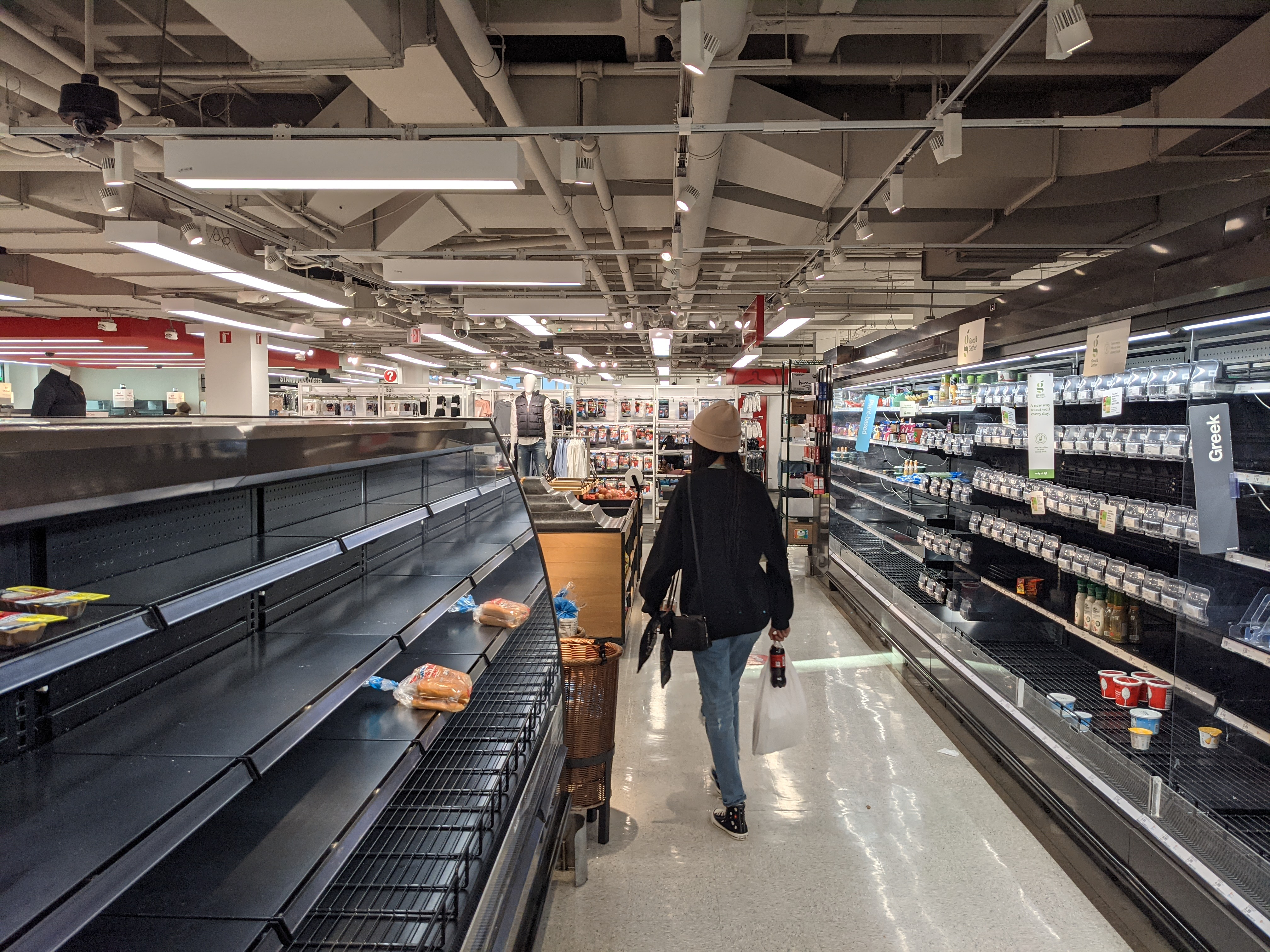
Rayons vides dans un magasin au Texas pendant la crise énergétique.

Les coupures ont aussi eu de grosses conséquences sur le Texas. Il y a eu énormément de morts. Selon l'État du Texas, ce nombre serait d'environ 246 décès cependant selon un article de BuzzFeed News, il serait plutôt de 700 morts. Ces morts seraient causées en grande partie par des hypothermies. De plus, il y a eu de grandes pertes financières, plus de 130 milliards de dollars en comptant les dommages,. Les conséquences se sont aussi étalées sur l'eau, car elle a gelé dans les conduits.